# Non sei felice/Invoco te
Non sei felice/Invoco te è il 21º singolo discografico di Mina, pubblicato nel 1960 dalla casa discografica Italdisc.

## Copertina
Ha un'unica copertina ufficiale Archiviato il 20 dicembre 2016 in Internet Archive..

## Storia
Le canzoni sono contenute anche sull'EP ufficiale È vero/Perdoniamoci/Non sei felice/Invoco te pubblicato lo stesso mese e nell'antologia su CD Ritratto: I singoli Vol. 1 del 2010.
I brani hanno partecipato al Festival di Sanremo 1960 ma NON sono entrati in finale.
Il brano Non sei felice venne inserito da Mina nel suo album di debutto: Tintarella di luna e successivamente anche nella raccolta Mina interpretata da Mina del 1965. Il brano Invoco te è la cover della canzone originale presentata da Gino Latilla e Miranda Martino a quell'edizione del Festival; è inserita nell'album Il cielo in una stanza, sempre del 1960. La versione in spagnolo, Pensar en ti, si trova nelle raccolte Mina Export Vol. 2 (1986) e Mina canta in spagnolo (1995).

## Tracce
Lato A
1. Non sei felice – 2:18 (testo: Giuseppe Perotti – musica: Riccardo Vantellini; edizioni musicali Nazionale)

Lato B
1. Invoco te – 3:03 (testo: Giancarlo Testoni – musica: Glauco Masetti; edizioni musicali Accordo)